# Scopeloberyx opisthopterus
Scopeloberyx opisthopterus е вид лъчеперка от семейство Melamphaidae. Видът не е застрашен от изчезване.

## Разпространение и местообитание
Разпространен е в Австралия, Американска Самоа, Ангола, Ангуила, Антигуа и Барбуда, Барбадос, Бахамски острови, Бенин, Бразилия, Британски Вирджински острови, Венецуела, Виетнам, Гамбия, Гана, Гваделупа, Гвиана, Гвинея-Бисау, Гренада, Гуам, Демократична република Конго, Доминика, Доминиканска република, Еквадор, Екваториална Гвинея, Йемен, Индия, Индонезия, Иран, Камбоджа, Камерун, Кения, Кирибати, Колумбия, Коста Рика, Кот д'Ивоар, Куба, Либерия, Мавритания, Мадагаскар, Малайзия, Малдиви, Мартиника, Маршалови острови, Мексико, Мианмар, Микронезия, Мозамбик, Намибия, Нигерия, Оман, Острови Кук, Пакистан, Палау, Папуа Нова Гвинея, Перу, Пуерто Рико, Северни Мариански острови, Сейнт Лусия, Сенегал, Сиера Леоне, Сомалия, Суринам, Тайланд, Танзания, Того, Тонга, Тринидад и Тобаго, Тувалу, Търкс и Кайкос, Уолис и Футуна, Фиджи, Филипини, Френска Гвиана, Хаити, Чили, Южна Африка, Ямайка и Япония.
Обитава океани и морета в райони с тропически и умерен климат. Среща се на дълбочина от 500 до 3000 m, при температура на водата от 2,5 до 19,9 °C и соленост 34,3 – 36,6 ‰.

## Описание
На дължина достигат до 3,7 cm.